# El Saucillo (Mineral de la Reforma)
El Saucillo es una localidad de México localizada en el municipio de Mineral de la Reforma en el estado de Hidalgo. La localidad se encuentra conurbada a la ciudad de Pachuca de Soto.

## Historia
Para 1990, el INEGI reconocía la localidad bajo el nombre de Abundio Martínez (Pachuca), una conurbación de varias colonias y fraccionamientos de Mineral de la Reforma. Para 2010, se desconurba de la localidad, reconociendoce oficialmente como localidad propia para el 2010.

## Geografía
Se encuentra en la región geográfica de la Cuenca de México (Valle de Tizayuca). Le corresponden las coordenadas geográficas 20° 04’ 35.449” de latitud norte y 98° 44’ 13.546” de longitud oeste, con una altitud de 2360 m s. n. m. Cuenta con un clima semiseco templado.
En cuanto a fisiografía se encuentra en la provincia del Eje Neovolcanico, dentro de la subprovincia de Lagos y volcanes de Anáhuac; su terreno es de llanura. En lo que respecta a la hidrografía se encuentra posicionado en la región del Pánuco, dentro de la cuenca del río Moctezuma, y en la subcuenca del río Tezontepec.

## Demografía
En 2020 registró una población de 3399 personas, lo que corresponde al 1.68 % de la población municipal. De los cuales 1648 son hombres y 1751 son mujeres. La localidad pertenece a la zona Metropolitana de Pachuca.
| Gráfica de evolución demográfica de El Saucillo entre 2010 y 2020                            |
|                                                                                              |
| Población de los censos y conteos del Instituto Nacional de Estadística y Geografía (INEGI). |